# Сівко Володимир Віталійович
Володи́мир Віта́лійович Сівко́ — старший солдат Збройних сил України, учасник російсько-української війни, що загинув у ході російського вторгнення в Україну у 2022 році.

## Нагороди
- орден «За мужність» ІІІ ступеня (2022, посмертно) — ''особисту мужність і самовіддані дії, виявлені у захисті державного суверенітету та територіальної цілісності України, вірність військовій присязі.